# تیم ملی والیبال مردان استونی
تیم ملی والیبال مردان استونی یک تیم والیبال متشکل از مردان والیبالیست کشور استونی است که به نمایندگی از این کشور در میادین بین‌المللی حاضر می‌شود. رده‌بندی جهانی اف‌آی‌وی‌بی این تیم در ۲۲ ژوئیه سال ۲۰۱۳، ۱۲۲ بوده است.